# Sablatnig KE 1
Die Sablatnig KE 1 war ein deutsches Leichtflugzeug der Sablatnig Flugzeugbau GmbH zum Anfang der 1920er Jahre.

## Entwicklung
Mit dem Ende des Ersten Weltkriegs wurde auch der Bau von Militärflugzeugen in Deutschland mit einem Schlag beendet und die Flugzeughersteller gezwungen, mit der Konstruktion von zivilen Typen ihre Existenz zu sichern. So begann auch beim Sablatnig Flugzeugbau in Berlin der Chefkonstrukteur Hans Seehase bereits am 13. November 1918, zwei Tage nach dem Waffenstillstand von Compiègne, mit der Konstruktion eines Sportflugzeugs. Das Ziel war ein klein gehaltener Typ, der bei der Unterbringung nicht viel Platz beanspruchen, in einer Garage Platz finden und, an einen Kleinwagen angehängt, einfach transportierbar sein sollte. Der Bau des Prototyps fand beim Sablatnig Versuchsbau im Werk IV in der Görlitzer Straße 52 statt und war im Frühjahr nächsten Jahres so weit fortgeschritten, dass am 30. Mai 1919 mit den Belastungstests begonnen werden konnte. Sie verliefen zum größten Teil zufriedenstellend und zogen lediglich eine Verstärkung der Innenverspannung und der Kabelanschlüsse nach sich. Ein größeres Problem stellte die Beschaffung eines geeigneten Antriebs dar, da aufgrund des Krieges das Augenmerk der Produktion auf möglichst leistungsstarken Triebwerken gelegen hatte, die für ein Leichtflugzeug ungeeignet waren. Sablatnigs Konkurrent Fokker etwa stand bei der Entwicklung eines typgleichen Musters, der V 40, vor derselben Herausforderung.
Am 17. Juni schließlich wurde mit den Probeläufen eines 20-PS-Motors der Rheinischen Aero-Werke begonnen, die aber ob des großen Ölverlusts und der niedrigen Drehzahl eher mäßig ausfielen. Trotzdem wurde die KE 1 damit ausgestattet und für die Flugerprobung nach Johannisthal überstellt. Dort führte Josef Sablatnig am 24. Juli den Erstflug durch, der allerdings nur aus drei kurzen Sprüngen bestand, da der Aero-Motor statt der anvisierten 1500/min lediglich 1200/min erreichte. Durch die Verwendung einer schmaleren Luftschraube konnte die Drehzahl auf 1400/min gesteigert und am 1. August 1919 der erste längere Flug absolviert werden, die Ergebnisse blieben aber insgesamt unbefriedigend. Als geeignet erwies sich am Ende ein Haacke-Triebwerk, mit dem das Flugzeug am 13. September 1920 erstmals startete. Damit konnten ein Höchstgeschwindigkeit von 110 km/h und eine Flugzeit von 2,5 h bei einer Startmasse von 285 kg erzielt werden. Für Start und Landung wurden jeweils 50 m und 25 m benötigt. Die anschließende Vermarktung, die auch, dem Anspruch der leichten Transportierbarkeit entsprechend, eine Aufsehen erregende Fahrt des an ein Auto angehängten Flugzeugs durch Berlin beinhaltete, verlief erfolglos, weshalb kein Serienbau eingeleitet wurde. Die KE 1 wurde im Anschluss wahrscheinlich abgestellt und über mehrere Monate hinweg nicht mehr genutzt, wie eine Notiz Seehases vom Oktober 1922 andeutet. Schließlich kam sie in den Besitz des Kyffhäuser-Technikums in Frankenhausen, wo sie vom dortigen Lehrer Ing. Kromer als Studienobjekt für flugtechnische Praktika verwendet und einigen Änderungen und Neuerungen unterzogen wurde, die verbesserte Flugleistungen zur Folge hatten. Solchermaßen flog sie noch bis mindestens 1924.
Als Nachfolger erschien 1921 die KE 2, mit der bei Sablatnig der Übergang von der Holz- zur Metallbauweise vollzogen wurde.

## Technische Daten
| Kenngröße                   | Daten (Ausf. 1924)                                              |
| --------------------------- | --------------------------------------------------------------- |
| Besatzung                   | 1                                                               |
| Spannweite                  | 8,39 m (1,2 m geklappt)                                         |
| Länge                       | 4,25 m (4,5 m geklappt)                                         |
| Höhe                        | 2,5 m (geklappt)                                                |
| Flächenbelastung            | 22,5 kg/m²                                                      |
| Leermasse                   | 182 kg                                                          |
| Startmasse                  | 295 kg                                                          |
| Antrieb                     | ein Haacke mit starrer Zweiblattluftschraube Reschke (Ø 2,06 m) |
| Startleistung Dauerleistung | 35 PS (26 kW) bei 1420/min 30 PS (22 kW) bei 1350/min           |
| Höchstgeschwindigkeit       | 125 km/h                                                        |
| Steigzeit                   | 12 min auf 1000 m Höhe                                          |
| Startstrecke                | 20 m                                                            |
| Landestrecke                | 10–15 m                                                         |
| Flugzeit                    | 4 h                                                             |